# Гельман, Ян Альбертович
Ян (Я́ков) Альбе́ртович Ге́льман (12 марта 1951, Одесса — 17 ноября 2012, там же) — сценарист и юморист. Трижды чемпион КВН — в 1972 году в составе команды «Деловые люди» Одесского института народного хозяйства, в 1987 и 1990 гг. в составе команды «Джентльмены» Одесского государственного университета (художественный руководитель с 1988). Автор ряда передач, шеф-редактор спецпроектов телеканала «РТР», включая «Городок» (отмечен премией ТЭФИ в 1999 и 2002), «Утренняя почта», «Голубой огонёк», «Субботний вечер».

## Биография
Родился в Одессе, в 1951 году в интеллигентной еврейской семье. Семья Гельмана жила в комнате коммунальной квартиры, расположенной в одной парадной с квартирой Михаила Водяного. Родители Яна были знакомы с кругом Театра музкомедии: Михаилом Водяным, Юрием Дыновым, Изакином Гриншпуном, Матвеем Ошеровским. Окончил одесскую школу № 121. Ян выделялся среди сверстников свободомыслием и ироничностью.
В возрасте 15 лет познакомился с КВН, был болельщиком, посещал репетиции команды «Одесские трубочисты», которая разделила первое место в финале КВН в 1966 году. Окончил Одесский институт народного хозяйства (планово-экономический факультет), поступив на второй курс с вечернего факультета. В декабре 1970 года вместе с Наумом Розенштейном основал команду «Деловые люди» этого вуза. В команду были приглашены многие участники «Одесских трубочистов» — авторы Леонид Сущенко, Георгий Голубенко, Валерий Хаит, Борис Бурда, Валентин Крапива, Игорь Кнеллер, постановщик Олег Сташкевич, музыкальный руководитель Эрнест Штейнберг, художник Аркадий Цыкун, капитан — Юрий Макаров. Несмотря на неформальное лидерство Гельмана, областной комитет КПСС не утвердил его капитаном команды из-за еврейского происхождения. Команда победила в финале КВН 1971/1972 гг.
В 1980-х Гельман руководил агитбригадой швейного объединения.
После финала 1974 года клуб был закрыт властями, и Гельман присоединился к физфаку Одесского государственного университета, где стал участником клуба сатиры и юмора «Гамильтониан». После возрождения телевизионного КВН Гельман стал руководителем авторской группы команды «Джентльмены» ОГУ в сезоне 1986-87, художественным руководителем команды с 1988 года. Позднее команда раскололась на две группы: «хаитовскую» (Клуб одесских джентльменов) и «гельмановскую». Этот раскол Гельман тяжело переживал.
В 1998 году переехал из Одессы в Москву. Являлся художественным руководителем авторской группы специальных проектов ВГТРК. Первоначально группа занималась передачами, выходившими не серийно. Среди них были новогодний «Голубой огонёк», церемония вручения премии ТЭФИ, концерты, марафоны памяти. В дальнейшем стал автором передачи «Городок» (программа получила премию ТЭФИ в 1999 и 2002), «Субботний вечер», «Юрмалина», «Утренняя почта», «Песня года», новогоднего мюзикла «Золотой ключик» и др. Работал преимущественно удалённо из Одессы, отправляя материалы в Москву. Автор нескольких сценариев вручения премии «Серебряная калоша». Был автором текста песен Аллы Пугачёвой «Заходите, гости», «Дружная семья», «Миллениум». Вместе с Ильёй Резником был соавтором текста песни «Дин-дон», которая стала лауреатом «Песни года-2007».
Автор пьесы «Карнавал на Французском бульваре» (премьера в 1992), соавтор либретто спектакля «Хаджибей, или любовь к 3000 апельсинов» (премьера в 2012) поставленных на сцене Одесского театра музыкальной комедии. Соавтор сценария выпуска об Одессе передачи «Новая старая квартира». Соавтор сценария художественного фильма «Однажды в Одессе, или Как уехать из СССР» (1992). Соавтор книги «Смейтесь, джентльмены» (1992).

## Смерть
В ночь с 15 на 16 ноября 2012 года Ян Гельман был найден в бессознательном состоянии на склоне Приморского бульвара и скончался в больнице вечером следующего дня.
Согласно выводам милиции, Гельман погиб вследствие закрытой черепно-мозговой травмы, вызванной ударом тупым предметом. При этом правоохранители уверены, что травма была получена в результате падения с высоты своего роста. По их мнению, данная версия подтверждается тем, что у погибшего не пропали документы и ценные вещи (мобильный телефон, часы), а также состояние алкогольного опьянения, в котором находился Ян в момент его обнаружения. В ходе расследования клинико-экспертной комиссией, созданной для проверки качества и организации медицинской помощи, были выявлены факты халатности медицинского персонала приёмного отделения городской клинической больницы № 11, из-за чего его личность не была идентифицирована врачами. При этом документы Яна Гельмана были предварительно изъяты милицией, что затруднило идентификацию. Тело Яна Гельмана было найдено в морге его друзьями 21 ноября.
Гражданская панихида по Яну Гельману прошла в фойе Одесского национального университета. На церемонию прощания пришли около двухсот человек, включая городского голову Алексея Костусева. Похоронен в Одессе на Третьем еврейском кладбище.

## Память
Участники команды «Джентльмены» Одесского национального университета учредили премию имени Гельмана, которая вручается ежегодно «за достижения на благо и во славу Одессы». В 2019 году состоялось первое награждение премией.
Возле дома, где жил Гельман, в 2020 году была открыта минискульптура кота-джентльмена — в белом шарфе и с медалью.